# Équipe de Chine féminine de basket-ball
Cet article traite de l'équipe féminine. Pour l'équipe masculine, voir Équipe de Chine masculine de basket-ball.
Maillots
L’équipe de Chine féminine de basket-ball est la sélection des meilleures joueuses chinoises. Elle est placée sous l’égide de la Fédération de Chine de basket-ball.

## Histoire

### 2014
Menées de 13 points au début du dernier quart-temps par la Biélorussie, les Chinoises créent la surprise en inscrivant un 17-2 avec neuf points de Shao Ting (23 points au total). Elles s'imposent 72 à 67.

## Résultats

### Palmarès
| Compétitions mondiales | Compétitions continentales |
| --- | --- |
| - Jeux olympiques - Finaliste en 1992 - Troisième en 1984 - Coupe du monde - Finaliste en 1994 et 2022 - Troisième en 1983 | - Coupe d'Asie (12) - Vainqueur en 1976, 1986, 1990, 1992, 1994, 1995, 2001, 2004, 2005, 2009, 2011 et 2023 - Finaliste en 1978, 1980, 1982, 1984, 1988, 1990, 2007, 2015, 2019 et 2021 - Troisième en 1997, 2013, 2017 et 2025 - Jeux asiatiques (7) - Vainqueur en 1982, 1986, 2002, 2006, 2010, 2018 et 2022 - Finaliste en 1978, 1990, 1998 et 2014 - Troisième en 1974 et 1994 |

### Parcours en compétitions internationales

#### Jeux olympiques
| Année | Position      |      | Année         | Position |     | Année | Position |
| 1976  | Non qualifiée | 1996 | 9e            | 2016     | 10e |       |          |
| 1980  | Non qualifiée | 2000 | Non qualifiée | 2020     | 5e  |       |          |
| 1984  | Troisième     | 2004 | 9e            | 2024     | 9e  |       |          |
| 1988  | 6e            | 2008 | 4e            | 2028     | -   |       |          |
| 1992  | Finaliste     | 2012 | 6e            | 2032     | -   |       |          |

#### Coupe du monde
| Année | Position      |      | Année         | Position |           | Année | Position |
| 1953  | Non qualifiée | 1979 | Non qualifiée | 2006     | 12e       |       |          |
| 1957  | Non qualifiée | 1983 | Troisième     | 2010     | 13e       |       |          |
| 1959  | Non qualifiée | 1986 | 5e            | 2014     | 6e        |       |          |
| 1964  | Non qualifiée | 1990 | 9e            | 2018     | 6e        |       |          |
| 1967  | Non qualifiée | 1994 | Finaliste     | 2022     | Finaliste |       |          |
| 1971  | Non qualifiée | 1998 | 12e           | 2026     | -         |       |          |
| 1975  | Non qualifiée | 2002 | 6e            | 2030     | -         |       |          |

#### Coupe d'Asie
| Année | Position      |      | Année     | Position |           | Année | Position |
| 1965  | Non qualifiée | 1988 | Finaliste | 2009     | Vainqueur |       |          |
| 1968  | Non qualifiée | 1990 | Vainqueur | 2011     | Vainqueur |       |          |
| 1970  | Non qualifiée | 1992 | Vainqueur | 2013     | Troisième |       |          |
| 1972  | Non qualifiée | 1994 | Vainqueur | 2015     | Finaliste |       |          |
| 1974  | Non qualifiée | 1995 | Vainqueur | 2017     | Troisième |       |          |
| 1976  | Vainqueur     | 1997 | Troisième | 2019     | Finaliste |       |          |
| 1978  | Finaliste     | 1999 | 4e        | 2021     | Finaliste |       |          |
| 1980  | Finaliste     | 2001 | Vainqueur | 2023     | Vainqueur |       |          |
| 1982  | Finaliste     | 2004 | Vainqueur | 2025     | Troisième |       |          |
| 1984  | Finaliste     | 2005 | Vainqueur | 2027     | -         |       |          |
| 1986  | Vainqueur     | 2007 | Finaliste | 2029     | -         |       |          |

## Effectif actuel
Équipe pour les Jeux Olympique d'été de 2024
La liste des 16 joueuses a été annoncée le 26 juin 2024 . L'effectif final a été révélé le 13 juillet 2024.